# MS戦記 機動戦士ガンダム0079外伝
『MS戦記 機動戦士ガンダム0079外伝』（エムエスせんき きどうせんしガンダム0079がいでん）は、高橋昌也原作、近藤和久作画の漫画作品。ガンダムシリーズ初の漫画オリジナル作品であり、『コミックボンボン』（講談社）にて1984年11月号から1985年2月号まで連載された。
単行本は講談社、バンダイ、メディアワークスの3社から発売された。当初の題名は『機動戦士ガンダム MS戦記』（きどうせんしガンダム モビルスーツせんき）であったが、メディアワークス版発売時に連載中であった近藤の漫画『機動戦士ガンダム0079』の外伝と位置付けられ現在の題名に変更された。

## 概要
テレビアニメ『機動戦士ガンダム』の外伝作品。作品の舞台である一年戦争をテレビシリーズの敵側であるジオン公国の一少年兵士の視点から描いており、児童向け雑誌連載ながら、戦争の過酷さ、悲惨さをアニメ版以上に表現している。アニメ版の登場人物は黒い三連星程度しか登場しない。また、作中ではガンダムと遭遇したブラウンたちのモビルスーツが次々に撃墜され、九死に一生を得るというシーンがあるが、ジオン側から見たガンダムの脅威が描き出されている（後に描かれた『機動戦士ガンダム0079』ではアムロ側から見た同場面が描かれている）。しかし、連載中にテレビシリーズ『機動戦士Ζガンダム』の放送が決定し、近藤は『コミックボンボン』にて『Ζ』のコミカライズを連載することになったため、本作は、ジャブローの戦いの直後にブラウンが宇宙へ上がったところで、打ち切られる形で終了した。ブラウンのその後はエピローグでア・バオア・クー戦にて行方不明とだけ触れられ、詳細は『機動戦士ガンダム0079』にて描かれた。

## メカニック・近藤版ザク
また、細部にわたって詳細かつ緻密に描かれたザクII（通称：近藤版ザク）をはじめとする一連のメカニック描写が読者やモデラーの間で話題となった。
一時（1985年春頃）はバンダイから1/144 ハイコンプリートモデル（H.C.M.）による近藤版ザク・他の商品化も企画されたが商品見本のみで実現に至らず、後に「1/144 量産型ザク」の近藤版ザクへの改造パーツである「MS-06 ZAKU BACK-PACK UNIT」がB-CLUBからガレージキットで発売された。もっとも、現在のMGやRGならともかく、当時のバンダイの技術では近藤版ザクの緻密なハイ・ディテールを完全再現するのは不可能であったことも事実である。
また、近藤によるハイ・ディテールのメカニックアレンジ（通称：コンドウディテール。航空機のディテールに似ている）は、その後のガンダム作品のメカニック・デザインや、模型誌（HobbyJAPAN、モデルグラフィックス）における（ファーストガンダム・Zガンダム・ZZガンダム・逆襲のシャア・ポケットの中の戦争、などのシリーズの）MSの作例にも、大きな影響を与えている。
例えば、Zガンダムに登場するジムIIの初期稿は、近藤がデザインしているが、膝裏の2本のケーブルや左胸のサブセンサーは、νガンダムのデザインにも受け継がれている。膝裏の2本のケーブルやランドセルの4つのバーニアは、カトキ版（センチネル版）ガンダムにも受け継がれている。
また、ドムにはジャイアント・バズのみ、という固定観念があったが、その後のガンダムのアニメや漫画や模型において、ドムにザクマシンガンを持たせるようになったのも、この漫画の影響である（ただし、ファーストガンダムのアニメ劇中でも、リック・ドムがザクマシンガンを使用している場面がある）。
なお、漫画に登場するザクIIは、大河原版ザクとは異なり、近藤によるアレンジが加わっているものの、前後に細長い頭部や、頭部のマルチブレードアンテナの形状や、左右に幅広で前後に膨らみの無い平らな胴体や、大きめな左肩スパイクアーマーや、厚い右肩シールドや、銃身が細身で長いザクマシンガンなど、基本形状は、当時のザクのプラモデルの最新フォーマットであった、「MSV No.1 1/144 MS-06R ザクII」「MSV No.25 1/144 MS-06F ザク・マインレイヤー」のザク本体やザクマシンガンに準じたデザイン（プロポーション）となっている。あるいは、「MSV No.27 1/100 MS-06R-2 ザクII ジョニーライデン少佐機」「MSV No.29 1/100 MS-06R ザクII シン・マツナガ大尉機」（MSVの1/100では黒い三連星仕様のMS-06Rは発売されていない）のザク本体や「1/100 MS-06S シャア専用ザク」「1/100 MS-06 量産型ザク」のザクマシンガンや手足に準じているともいえる。
近藤版ザクの特徴として、胴体は左右に幅広で前後に平らであるが、胴体に対して頭部と手足はやや小さく細めである。肩ブロックも小型で縦幅が短い。脚部の（ふくらはぎの）曲面（R）はあまり強調されない。膝アーマーが小さめ。足首もやや小さい。腰アーマー（スカート）はやや厚めで長めで大型。リアアーマーの下端が水平。MS戦記版は、R型の物にも似た大型のランドセルと、股間のノズルと、全身に施された分割線やパネル類や、頭部やランドセルのアンテナ類や、関節部のケーブルや、ザクマシンガンのバレルジャケットや、ドイツ戦車の「ターレット番号」（左から、中隊番号・小隊番号・小隊内の連番、の3桁の数字）に準じた機体番号のレタリング。ブラウン機のザクのシールドには「105」の数字が確認できる。同じく、バルク機は「001」、ハウンズマン機は「104」、ナウマン機は「106」、モーデル機は「107」である。
なお、宇宙用のMS-06C/Fや地上用（陸戦型）のMS-06Jの設定は、ガンダムセンチュリー（1981年）やMSV（1984年）で当時既に確立していたが、両機の外見に違いは無いとされたことから、漫画に登場するザクIIは、宇宙用と地上用の差別化は特に行われていない。

## 登場人物

### ジオン公国軍の人物
フレデリック・ブラウン
本編の主人公。幼い頃から落ちこぼれだったが、必死に努力して軍の訓練学校に入学を果たす。10か月の訓練の後、見習い下士官として突撃機動軍　第一機動歩兵師団　第一大隊B中隊へと配属される。実地訓練のはずであったが、その間にジオン公国が地球連邦政府へ宣戦布告したため、そのまま同隊へ正式に配属されることとなった。
一週間戦争のブリティッシュ作戦で初陣を飾り、ルウム戦役において乗機であるザクII頭部にサラミスの主砲の直撃を受け負傷するなど、いくつもの厳しい戦いをくぐりぬけ、またバルク大尉やハウンズマン曹長らとの出会いと死を通じて戦士としても人間としても成長してゆき、オデッサ防衛戦の時点では2人の部下を持つ軍曹にまで昇格した。オデッサ防衛戦においてアムロ・レイの駆るガンダムと交戦し、乗機を撃破されるも九死に一生を得る。ジャブロー攻略戦ではこの戦力での攻略は無謀だと判断する冷静さを身に着けていたが、部下を見捨てるゲイツの行いに激昂し、ただ一人連邦軍に突貫したところをハウンズマン曹長によって救われ、奇跡的に宇宙への脱出を果たす。ア・バオア・クー会戦にも出撃するが、その後の消息は不明である。戦後の記録には、彼の乗機だったゲルググの残骸のみが発見されたとある。
そのア・バオア・クーでのブラウンの戦いは『機動戦士ガンダム0079』で描かれている。B中隊の最古参兵として新兵たちを率いる隊長となったブラウンは、激戦で部隊は壊滅するも生き延び、ジオンを裏切って連邦へ降伏せんとするゲイツに対し、艦上から連邦軍へ発砲して降伏を反故にすることで制裁を加えた。その際に連邦軍からの砲撃で機体が大破した描写はあるが、『MS戦記』本編の結末および一年戦争後を舞台にした作品を見る限り、無事に生還したものと思われる。
感受性が強く真っ直ぐな性格で、コロニー内部へ毒ガス攻撃を行うことに動揺し、軍の無茶な作戦や理不尽な上官の命令に対して反感を抱くこともあった。『機動戦士ガンダム0079』ではその真っ直ぐな部分は変わらぬまま、古参兵としての風格を身につけ、ハウンズマン曹長同様に新兵たちの面倒を見る指揮官として振る舞っている。前述通り、近藤の手による一年戦争後を舞台にした外伝作品にも主人公や主要人物の一人として登場しており、画風の変化と十年以上に及ぶ時間経過から容姿こそ大きく異なれど、本作から継続して戦い続けてきた歴戦のパイロットとして、ジオン軍残党やネオ・ジオンの兵士たちから尊敬を集めている。
第一次ネオ・ジオン抗争においてネオ・ジオン軍の宇宙撤退支援を成功させブラウンは、第二次ネオ・ジオン抗争で再び地球圏へ降下。部隊を率いてマ・クベがオデッサに残した核弾頭奪取作戦に従事し、連邦軍大型モビルスーツと相打ちになったことで任務は失敗したものの生還を果たしている。
本作の主人公フレデリック・ブラウンは、『機動戦士ガンダム0079』にも登場しており、近藤版ガンダムの顔ともいうべき存在である。『機動戦士ガンダム ジオンの再興』や『新MS戦記 機動戦士ガンダム短編集』には第二次ネオ・ジオン抗争時のブラウンが登場しているが、画風が異なり性格的にも全くの別人になってしまっている。また、本作と同じく一年戦争を描いた『機動戦士ガンダム　バニシングマシン』にも同名のキャラクターが登場。やはり外見は大きく異なるうえ、一年戦争の時点で階級が大尉であり、明らかに本作のブラウンとは別人である。しかし『機動戦士ガンダム0079』におけるア・バオア・クー戦では古参兵として新兵の指揮を取っており、一年戦争後の作品については性格的変化は無いと見ることもできる。
階級は伍長→軍曹。
乗機はザクII→ドム→ゲルググ
確認できる撃墜スコアはサラミス級巡洋艦1（共同）、ビッグトレー級陸戦艇1（共同）、ジム5、戦車2、戦闘機1、トーチカ1。『機動戦士ガンダム0079』におけるスコアは不明。

ハウンズマン
ブラウンの上官で階級は曹長。
周囲からはオヤジさんと呼ばれて親しまれており、暖かく、時には厳しくブラウンを指導。さまざまな戦いを通じて兵士としての心構えを説く。ジャブロー攻略戦においてブラウンを庇い戦死。
MS操縦の腕は高く、部下の信頼も厚いが、理不尽な上官に反発することも多く（ナウマンがゲイツに殴られたとき、部下に代わって殴り返そうとするブラウンを制しつつ、あえて自分で殴る場面などに、その人となりが見て取れる）、部隊内では「本当ならばもっと出世している人だ」と評されている。ジャブロー攻略戦においてブラウンを庇って致命傷を負い、彼に「優秀な戦士はどんなときでも冷静に戦局を判断する」「本当に怖いのは自分の中にある憎しみにかられて人を殺すこと」と伝えて戦死。『機動戦士ガンダム0079』では、その人柄の多くがブラウンに受け継がれたことが見て取れる。
乗機はザクII→ドム

バルク
ブラウンの中隊を率いる中隊長で階級は大尉。
ブラウンの初陣に際し、彼の乗機のザクIIの肩を黄色く塗って周囲のサポートを促すなど部下思いだが、敵の戦力を侮る部下達を叱り飛ばす一面も。
オデッサ防衛戦でアムロ・レイの乗るRX-78ガンダムと交戦し、ビームライフルの直撃を受けて戦死したかと思われたが、小説『MS戦記外伝 Born to be wild again ～野武士・ふたたび～』では、記憶喪失の元・ジオン兵トラック運転手ベイカーとして登場している。
乗機はザクII

ナウマン
ブラウンの部下。気弱な性格で、故郷に残してきた母親のことを案じている。
オデッサ作戦やジャブロー攻略戦に参加するが、多少未熟なところがあるらしく、一人だけドムへ搭乗させてもらえず（実際には配備数の限度）、両作戦でも乗機を撃破されるが、自身も若干のジムを撃破して生き延びている。ジャブローのときには当時の上官であるゲイツに殴られもした。
『機動戦士ガンダム0079』におけるア・バオア・クー戦でも登場。直撃を受けた機体から脱出を試みるが、間に合わずに戦死する。
乗機はザクII。『機動戦士ガンダム0079』ではゲルググ。

モーデル
ブラウンの部下。ナウマンより腕は立つが、乗機が大破した結果の徒歩移動に文句を言ったり、ドムが配備された際には幾分調子に乗っている。
ナウマンとともに、ブラウンの下で作戦に参加する。ジャブロー攻略戦において降下中に対空砲火を受け戦死。
乗機はザクII→ドム

ゲイツ
ブラウンたちの中隊の指揮官。戦死したバルクの後任としてアフリカ戦線から赴任してきた大尉。
普段は精神論ばかり語り、実戦では部下を盾にして後方へ逃げようとする卑劣な小物。ブラウンは、直接は言わなかったものの「外見ばかり取りつくろって、あんな奴にドムは必要ない」と評した。
『機動戦士ガンダム0079』におけるア・バオア・クー戦でも登場。新兵たちに無責任な激励を行い「死ね」と命令するなど性格に変化は見られず、そればかりか形勢不利と見るや所属するチベ級戦艦で反乱を起こして艦長を射殺、そのまま連邦への降伏を図ろうとする。しかしその卑劣な行動に対してブラウンから制裁を加えられ、降伏を反故にされた連邦軍艦隊からの一斉放火を浴びて艦は撃沈、戦死した。

黒い三連星

オデッサへ向かうザンジバルの艦内でブラウンと出会う。
ルウムではブラウンの隊と隣り合うエリアを担当しており、自らの戦果を卑下するブラウンを「あの激戦を生き延びただけでも大したもの」と激励した。ドムに興味を持ったブラウンにコクピットに座ってみるように促すなど、好人物として描かれている。
『機動戦士ガンダム』本編及び劇場版でほぼセリフの無かったマッシュが、一言だけとはいえ初めてセリフを喋った作品でもある。

### 地球連邦軍の人物
アムロ・レイ

本編では乗機のRX-78ガンダムのみ登場。オデッサの戦いでは圧倒的な強さでブラウンたちの部隊を壊滅させ、ジャブロー戦では脱出するブラウンがその姿を垣間見た。

カルロス・ラディ
小説『MS戦記外伝 Born to be wild again 〜野武士・ふたたび〜』にのみ登場。連邦軍大尉だったが、ジオン軍残党狩りの作戦中に民間人虐殺を行った罪で軍法会議にかけられる直前、監視を殺害して脱走兵となる。以後は共に脱走した部下たちを率い、強奪したMSを用いての略奪を働いていた。記憶を取り戻したバルクと対決する。

## 書誌情報
- 原案：矢立肇・富野由悠季 原作：高橋昌也 作画：近藤和久 『機動戦士ガンダム0079外伝 MS戦記』 メディアワークス〈電撃コミックス〉 2009年8月27日発売、ISBN 978-4-0486-8029-5 全1巻

ほか